# اولین کلیسای انجیلی ارمنی
اولین کلیسای انجیلی ارمنی (عربی: أول كنيسة إنجيلية أرمنية) کلیسایی است که در فوریه سال ۱۹۲۲ توسط ارمنیان در لبنان تأسیس شد. این کلیسا در خیابان مکزیک در منطقه کانتاری در قلب بیروت واقع شده‌است خدمات این کلیسا شامل حمایت مذهبی و پشتیبانی از جامعه ارمنیان لبنان است. یپرم و مارتا پیلیبوسیان از سال ۱۹۴۳ دانشکده انجیلی ارمنیان بوده‌است. کشیش کنونی آن کشیش هرایر تشولاکیان است.

## پیشینه تاریخی
بسیاری از ارامنه که در سالهای ۱۹۱۴–۱۹۱۸ در بیروت ساکن شدند مراسم مذهبی خود را در سالن یادبود دیل برگزار می‌کردند تا اینکه در فوریه سال ۱۹۲۲، شورای کلیسا به عنوان اولین قدم در جهت تأسیس آن انتخاب شد. بین سالهای ۱۹۲۲ تا ۱۹۲۶، بسیاری از پناهندگان ارمنی که از نسل‌کشی ارامنه توسط عثمانی جان سالم به در برده بودند، در حومه بیروت مستقر شدند که شرایط زندگی بسیار نامناسبی داشتند.
تعداد ارمنیان در بیروت در آن زمان به ۲ هزار و تعداد مربطین ۶۷۰ نفر می‌رسید. در این دوره دو کلیسا در بیروت قرار داشت که تحت نام کلیسای اول ارمنی‌ها فعالیت می‌کرد که یکی در شرق بیروت و دیگری در غرب آن قرار داشت. در سال ۱۹۲۶، این دو کلیسا به‌طور مستقل از یکدیگر شروع به کار کردند و کلیسایی که در حومه بیروت فعالیت می‌کرد بعداً به منطقه اشرفیه منتقل شد.
نخستین کلیسای ارمنی متشکل از ۱۰۳ خانواده (۴۸۸ نفر) و ۱۵۰ فرد مرتبط بود که تا سال ۱۹۴۹، آنها در جاهای مختلف مشغول خدمات بودند، که همان سال کلیسا ملکی را در خیابان مکزیک خریداری کردند و تقریباً ده سال ساخت آن زمان برد.

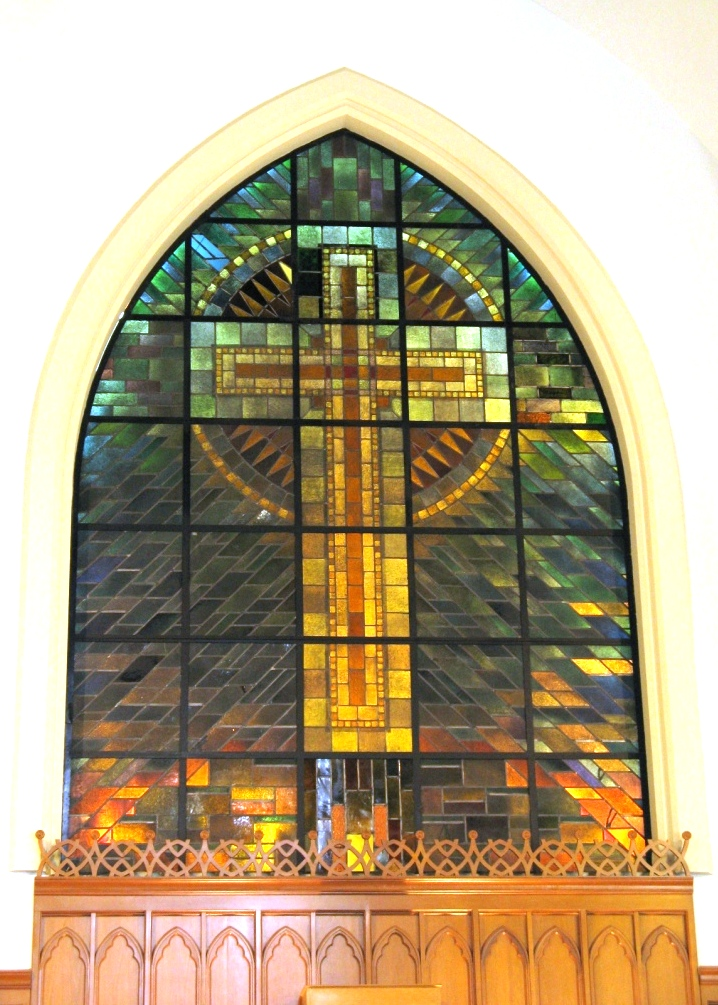
صلیب داخل کلیسا

## روزهای مهم در تاریخ کلیسا
- اوایل قرن ۱۹: ارمنی‌ها در بیروت ساکن شدند.
- ۱۸۴۸: ۵ نفر از ۲۷ عضو کلیسای عربها در بیروت از ارمنی‌ها انتخاب شدند.
- ۱۹۱۴–۱۹۱۸: فراهم کردن امکانات انجام فرایز مذهبی در سالن یاد بود دل.
- فوریه ۱۹۲۲: انتخاب دکتر هـ. صلیبیان والقس ب. قادزاجیان و س. ککیشیریان و ل. صلیبیان برای تشکیل شورای کلیسا.
- ۱۹ فوریه ۱۹۲۲:  انتخاب کشیش ینوویک به عنوان کشیش کلیسا
- ژوئیه سال ۱۹۲۲: آرای کلیسا آقایان میناس وردیان و آقای دککر گلساریان انتخاب کرد.
- اکتبر ۱۹۲۲: افتتاح مدرسه کلیسا.
- ۱۹۲۲–۱۹۲۶: دو کلیسا تحت عنوان اولین کلیسای ارمنی‌ها در بیروت آغاز به کار کردند.
- ۱۹۲۵: انجمن کریستین اندوو برای جوانان کلیسا تأسیس شد که ریاست آن را منوجیان به عهده داشت
- ۱۹۲۶: جدایی دو کلیسا.
- ۱۹۲۷: روحانی ینوویک گوکزیان کشیش کلیسا شد.

## کشیش‌های کلیسا
- کشیش یینوک حدیدیان (۱۹۲۲–۱۹۲۶)
- کشیش ینوویک گوکیجیان (۱۹۲۷–۱۹۴۶)
- کشیش گرماب تیلکیان (۱۹۴۶–۱۹۶۷)
- کشیش رابرت سرکیسیان (دستیار ۱۹۶۷–۱۹۷۰)
- کشیش سوگومن نویجوکیان (۱۹۶۷–۱۹۷۴)
- کشیش اردشیس کربیان (۱۹۷۴–۱۹۷۶)
- کشیش مانوئل جینباشیان (۱۹۷۸–۱۹۷۹)
- کشیش هوهان کارگیان (۱۹۷۹–۱۹۸۸، ۱۹۹۱–۱۹۹۵)
- کشیش یعقوب ساگرین (۱۹۸۸–۱۹۹۱)
- کشیش هوهان سیوجیان (۱۹۹۵–۲۰۰۵)
- کشیش یعقوب سرکیسیان (۲۰۰۷–۲۰۱۰)
- کشیش هایرر چولاکیان (۲۰۱۱ -...)

## گروه‌ها و انجمن‌های جوانان
کلیسای ارمنی‌ها شامل انجمن‌های گوناگون شامل انجمن بانوان، گروه‌های جوانان و نوجوانان و یک مدرسه برای روزهای یکشنبه است از زمان تأسیس فعال هستند، در سالهای اخیر، دو گروه جدید نیز اضافه شده
گروه زوج‌های جوان، که هر دو ماه یک بار برای بحث و سازماندهی در مورد مسائل فرهنگی جامعه ارمنی‌ها گرد هم می‌آیند این سازمان در تاریخ ۵ اکتبر ۲۰۰۶ توسط گروهی از جوانان کلیسای ارمنی تأسیس شد.
مجمع قانون اساسی کلیسا، آئین‌نامه و شعار خاص خود را دارد: «جسارت و جرات کردن به معنای وجود داشتن و بودن» است.
این انجمن به‌طور مرتب برای بحث در مورد موضوعات مختلف جلسه تشکیل می‌دهد و رویدادهای گوناگون مانند مباحث عمومی، مسابقات ورزشی، اجتماعات و غیره را برگزار می‌کند. این کلیسا دارای خبرنامه ای است که سالانه دو بار منتشر می‌شود. این خبرنامه شامل اخبار مربوط به انجمن ارمنی‌ها و مصاحبه با چهره‌های مشهور ارمنی و کسانی است که به این جامعه خدمت می‌کنند.